# 中本正幸
中本 正幸（なかもと まさゆき）は、日本の工学者。静岡大学名誉教授。学位は、博士（工学） (東北大学)。「Ｄマル合教授」（文部科学省教員資格審査）。

## 略歴
2007年静岡大学電子工学研究所教授、2013年同大学工学(系)研究科(研究院)教授、2015年同大学工学部教授、2017年同大学退職、同大学工学部特任教授に就任する。

## 資格
静岡大学に移り、教授会審査により、既存の２つの大学院の大学独自基準による「Ｄマル合」相当の教授であったが、暫くして既存の大学院を廃止して新大学院を設立するのに、大学院設置審の審査を初めて受け、「Ｄマル合教授」で1回目の合格を果たす。
また、4、5年後に大学院を再度改編する際に、文部科学省から、「既に正式「Ｄマル合教授」の再審査は不要だが、再審査するか否かは、大学に任せる！」との回答があったが、「4、5年前の審査で合格したＤマル合教授も、再度、審査を受けた方が文科省の改編認可を受け易い！」との教授会の結論で、再度、全大学院教員が審査を受け、2回目も「Ｄマル合教授」で合格した

## 著作等出版物
- 著作等出版物｜中本正幸 researchmap（2020年11月13日閲覧） 参照。

## 講演・口頭発表等
- 講演・口頭発表等｜中本正幸 researchmap（2020年11月13日閲覧） 参照。

## 受賞
- 受賞｜中本正幸 researchmap（2020年11月13日閲覧） 参照。